# Oschersleben (Bode) (stacja kolejowa)
Oschersleben (Bode) (niem. Oschersleben (Bode)) – przystanek osobowy w Oschersleben (Bode), w kraju związkowym Saksonia-Anhalt, w Niemczech. Dawniej była to stacja graniczna między Królestwem Prus i Księstwem Brunszwiku. Według DB Station&Service ma kategorię 5.

## Linie kolejowe
- Linia Magdeburg – Thale
- Linia Wolfenbüttel – Oschersleben – linia nieczynna
- Linia Oschersleben – Schöningen – linia nieczynna

## Połączenia
| Linia  | Trasa | Trasa | Takt                                |
| ------ | --- | --- | ----------------------------------- |
| HBX    | Berlin Ostbahnhof – Potsdam Hbf – Magdeburg Hbf – Oschersleben (Bode) – Halberstadt –                              | Wegeleben – Quedlinburg – Thale Hbf                                                                                | 0Pią-Sob                            |
| HBX    | Berlin Ostbahnhof – Potsdam Hbf – Magdeburg Hbf – Oschersleben (Bode) – Halberstadt –                              | Wernigerode – Ilsenburg – Vienenburg – Goslar                                                                      | 0Pią-Sob                            |
| HEX 11 | Magdeburg Hbf – Oschersleben (Bode) – Nienhagen – Halberstadt –                                                    | Wegeleben – Quedlinburg – Thale                                                                                    | 060 min                             |
| HEX 21 | Magdeburg Hbf – Oschersleben (Bode) – Nienhagen – Halberstadt –                                                    | Wernigerode – Ilsenburg – Vienenburg – Goslar                                                                      | 120 min                             |
| HEX 31 | Magdeburg Hbf – Oschersleben (Bode) – Nienhagen – Halberstadt –                                                    | Langenstein – Blankenburg (Harz)                                                                                   | 120 min                             |
| HEX 43 | Oschersleben (Bode) – Blumenberg – Langenweddingen – Osterweddingen – Dodendorf – Magdeburg-Buckau – Magdeburg Hbf | Oschersleben (Bode) – Blumenberg – Langenweddingen – Osterweddingen – Dodendorf – Magdeburg-Buckau – Magdeburg Hbf | 060 min (Pon–Pią) 120 min (Sob–Nie) |